# Симсон, Кадри
Кадри Симсон (эст. Kadri Simson, урождённая Кадри Муст, эст. Kadri Must; род. 22 января 1977, Тарту) — эстонский и общеевропейский государственный и политический деятель, министр экономики и инфраструктуры с 2016 по 2019 год, комиссар по энергетике Европейской комиссии с 1 декабря 2019 года по 30 ноября 2024 года.

## Биография
Отец — политик Ааду Муст. В 2000 году окончила с отличием исторический факультет Тартуского университета, в 2003 году получила степень магистра политологии в Университетском колледже Лондона. В конце 90-х годов она работала, среди прочего, в университетской библиотеке. В 1995 году вступила в Центристскую партию. С 2001 по 2002 год работала советником мэра Таллина. С 2003 по 2007 год она была генеральным секретарём Центристской партии. С 2005 по 2006 год — член городского совета Таллина. На выборах в 2007 году она впервые получила мандат члена Рийгикогу. С 2009 по 2016 год Симсон была председателем фракции Центристской партии в Рийгикогу.
В ноябре 2015 года проиграла выборы председателя Центристской партии Эдгару Сависаару.
23 ноября 2016 года Симсон стала министром экономики и инфраструктуры в правительстве Юри Ратаса. Она занимала эту должность до 29 апреля 2019 года.

## Награды
- Великий офицер ордена Трёх звёзд (8 апреля 2019 года, Латвия)[3].
- Орден князя Ярослава Мудрого III степени (23 августа 2022 года, Украина) — за значительные личные заслуги в укреплении межгосударственного сотрудничества, поддержку государственного суверенитета и территориальной целостности Украины, весомый вклад в популяризацию Украинского государства в мире[4].
- Кавалер ордена Государственного герба 3 класса (5 февраля 2025 года)[5][6]